# 凹顶泛树蛙
凹顶泛树蛙（学名：Polypedates impresus）一种分布于泰国、老挝、越南及中国南方等地区的一种两栖动物，隶属于树蛙科泛树蛙属。模式产地为中国云南省普洱市思茅区糯扎渡。

## 形态特征
凹顶泛树蛙体型扁而窄长，雌蛙体长49.5～75毫米。身体背部光滑，呈浅棕色；四肢背面均有深棕色横纹；身体腹面为乳白或乳黄色，咽喉部略有褐色斑点。

## 保护
本种于2023年被收录入《有重要生态、科学、社会价值的陆生野生动物名录》。